# オールドティッコ
オールドティッコ(Old Tjikko)は、スウェーデンのダーラナ地方に位置する樹齢およそ9,566年のオウシュウトウヒである。かつては「世界最古の木」として有名であったが、個別の木ではなくクローン樹であり、新しい幹、枝、根が数千年に渡り再生し続けていることが明らかとなった。現在では、オールドティッコは、現存する世界最古のオウシュウトウヒであり、4番目に古いクローン樹として認識されている。
クローン樹に対しては年輪年代学の手法を用いることはできないため、この木の樹齢は、木の下から収集された同じ遺伝情報を持つ植物片の放射性炭素年代測定により決定された。幹自体はわずか数百年前に形成されたものと推定されたが、枝が地面に接触すると新しい根を生やす「取り木」として知られる現象や、幹が死んでも根系が活きていると新しい幹を再生する「栄養繁殖」という現象により、ずっと長い間生存してきた。

## 発見と詳細

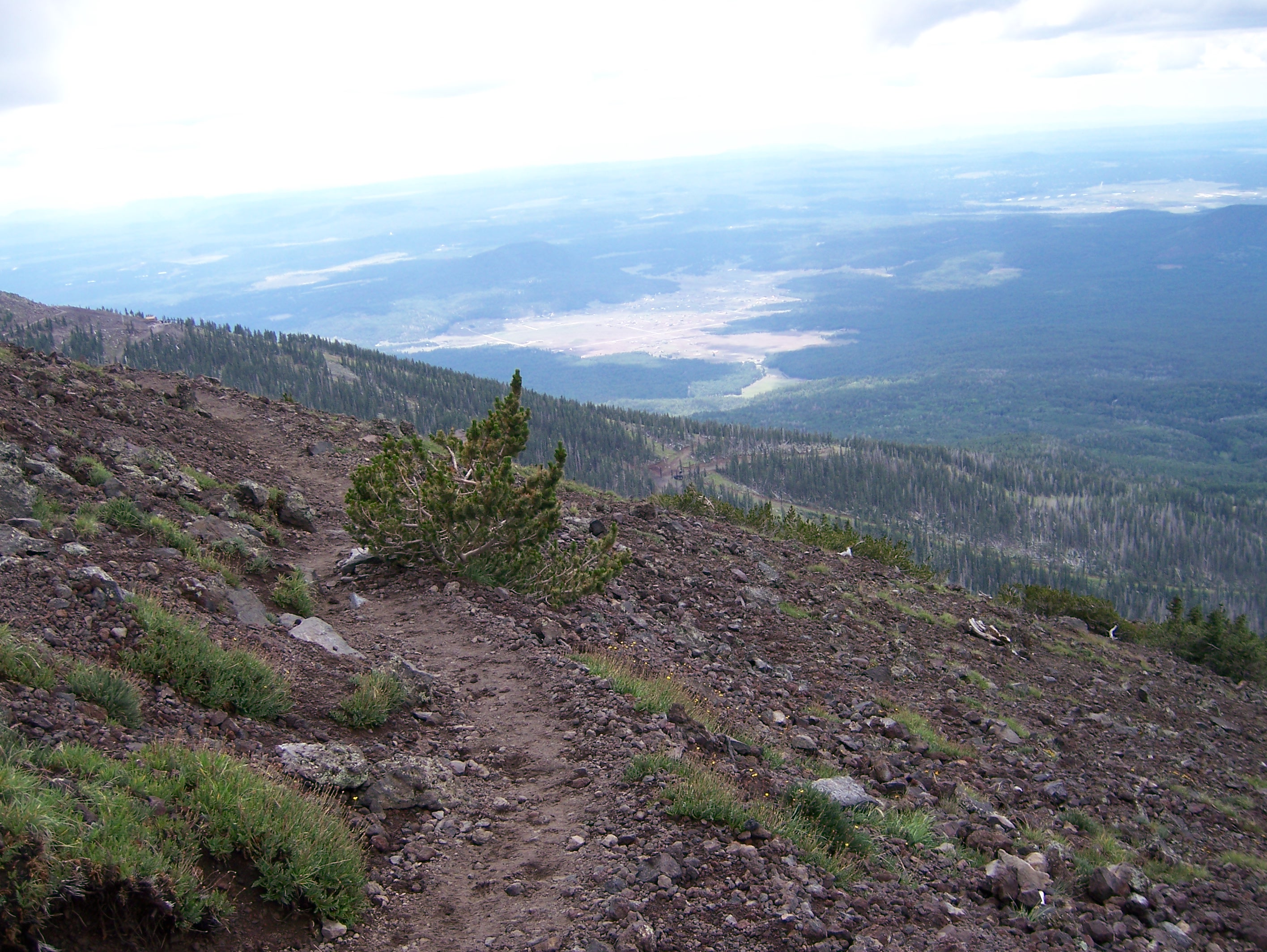
低木リンの例

オールドティッコの根系は樹齢9,566年と推定され、世界最古の既知のオウシュウトウヒである。高さ5mで、フルフジェーレット山脈（フルフジェーレット国立公園）に位置する。数千年の間、この辺りはクルムホルツ（低木林）と呼ばれる厳しい極端な環境であったため、発育が妨げられ低木であったが、20世紀の温暖化の時代になると、通常の木の大きさになった。ウメオ大学の自然地理学教授であるレイフ・クルマンと、ミッドスウェーデン大学で生物学と生態学の博士号を持つ樹木の専門家のリサ・エーベリの夫妻は、この木の急成長を地球温暖化のせいだと結論付け、彼らの亡くなった犬に因んで、この木にオールドティッコと名付けた。
この木は、栄養繁殖により、これほどの長期間生きてきた。地上に見える部分は比較的若いが、これは樹齢数千年とより古い根系の一部である。幹は死んでも何度でも生まれ変われるが、根系はずっと同一であり、別の幹を再生させている。現在の幹は樹齢約600年であり、幹が死ぬと、別の幹が育って入れ替わる。また、冬ごとに厚い雪が低い枝を地面の高さまで押し下げ、枝はそこで根を張って、次の春には再び育つ。これは取り木と呼ばれ、地面に接触した部分の枝から新しい根が出てくる現象である。セコイアやアメリカネズコ等の別の種類の木も取り木によって根を生やすことが知られている。樹齢は、根系の炭素14放射性炭素年代測定により測定されており、375年、5,660年、9,000年、9,550年という結果が得られている。炭素の放射性炭素年代測定では、種子が発芽した正確な年を決定することはできないが、推定樹齢は得られ、この木は紀元前7550年頃に発芽したと考えられている。これと比較して、文字の発明により歴史時代が始まったのは、紀元前4000年頃である。同じ地域で約20本のトウヒの木の集団が見つかり、全てが樹齢8000年以上であることが分かった。
約1万年前、更新世の最終氷期にフェノスカンジア氷床が後退してフルフジェーレット山脈ができたため、オールドティッコの推定樹齢は、この地域での上限に近い。
自然保護当局は、樹木を潜在的な破壊者やトロフィーハンターから守るためにフェンスを設置することを検討した。
2024年7月1日、ストックホルムに拠点を置くアートスタジオであるw:Goldin+Sennebyがマルメにある新しい病院の敷地内に、気候管理されたインスタレーションを建設していると報じられた。このインスタレーション内には、オールドティッコの頂部から切り取った小枝を他のトウヒの幹に接ぎ木した、オールドティッコと同じDNAを持つクローンが収蔵された。